# Наливкин, Владимир Петрович
Влади́мир Петро́вич Нали́вкин (26 февраля [9 марта] 1852, Калуга, Российская империя — 20 января [2 февраля] 1918, Ташкент) — русский офицер, участник Среднеазиатских походов, русский этнограф и исследователь Средней Азии, автор первых русско-узбекских словарей и государственный деятель. Член II Государственной думы от города Ташкента, глава Туркестанского Комитета Временного правительства, командующий войсками Туркестанского военного округа.

## Биография
Родился 26 февраля по ст. стилю (по другим сведениям 15 июля) 1852 года в Калуге в дворянской семье.
Окончил 1-ю военную гимназию, затем Павловское военное училище. По окончании училища отказался от предложения служить в гвардии и был направлен для прохождения службы в Оренбургский казачий полк.
В 1873—1875 годах Наливкин участвовал в военных походах в Туркестан — в Хивинском и Кокандском походах. В знак протеста против жестких действий по отношению к мирному населению во время боевых действий генерала М. Д. Скобелева Наливкин подал в отставку. Был назначен помощником начальника Наманганского уезда Ферганской области.
В 1878 году оставил свою должность и занялся этнографическими исследованиями в Ферганской области. Благодаря отличному знанию местных языков и наречий, Владимир Петрович Наливкин с женой — М. В. Наливкиной исследовали и подробно описали общественно- семейные отношения и быт женщин оседлого населения Ферганской области, которое издали в 1886 году.
С 1884 года Наливкин стал преподавать в первой русско-туземной школе в Ташкенте. Через некоторое время он стал преподавать узбекский и таджикские языки в открывшейся в Ташкенте Туркестанской учительской семинарии, которая в числе прочего готовила преподавателей для русско-туземных школ.
С 1890 года по 1895 год Наливкин занимал должность инспектора народных училищ Сырдарьинской, Ферганской и Самаркандской областей Туркестанского края, а с 1901 года он являлся помощником военного губернатора Ферганской области.
В этот период деятельности им был написан ряд учебно-методических пособий, словарей и научных исследований, в том числе подготовлены и изданы узбекско-русские и русско-узбекские, и персидско-русские и русско-персидские словари, а также грамматика узбекского языка.

### Член Государственной Думы
Политические взгляды Наливкина тяготели к определенным кругам российской социал-демократии, ему также были близки идеи утопического социализма и революционного народничества и некоторые идеи толстовцев.
В 1907 году он был избран членом II Государственной Думы от города Ташкента, где он достаточно последовательно отстаивал свои убеждения.

### Февральская революция
Февральскую революцию Наливкин встретил восторженно, полагая, что её дальнейшее развитие пойдёт бескровным путём и даст мощный толчок повышению уровня жизни и образовательного уровня народа, мощный импульс развитию индустриальных сил общества и образованию в конечном итоге социал-демократической республики в России.
19 июля 1917 года был назначен председателем Туркестанского комитета Временного правительства, то есть получил всю полноту исполнительной власти в Крае. Однако, у него возникли серьёзные разногласия во взглядах на методы решения возникающих проблем с большевиками, и его попытки примирить большевиков и меньшевиков успехом не увенчались. Более того, противостояние достигло к сентябрю 1917 года максимального напряжения.

### События сентября 1917 года в Ташкенте
11 сентября 1917 года на волне эйфории от подавления мятежа генерала Л. Г. Корнилова Ташкентский Совет принял 11 сентября 1917 года резолюцию о необходимости перехода власти к Советам, было решено 12 сентября 1917 года провести в Ташкенте митинг. Однако возглавляемый Наливкиным Туркестанский комитет был категорически против митинга и запретил на три дня в городе митинги, шествия и собрания.

Ташкент, сентябрь 1917 года. Демонстрация в поддержку требования о передаче власти Советам

Вопреки запрету митинг в городе состоялся, и на нём была принята резолюция о переходе власти к Советам, а в качестве органа власти в Туркестанском крае был избран Временный революционный комитет.
Временный революционный комитет совместно с Ташкентским исполнительным комитетом Совета рабочих и солдатских депутатов «выбрал» нового командующим войсками Туркестанского военного округа,  «назначил» новых начальника штаба округа и начальника Ташкентской школы прапорщиков.
Председатель исполнительного комитета Н. И. Чернецкий дал по всему краю телеграммы о том, что в Ташкенте установлена «новая» власть, которой все должны подчиняться. Члены Временного революционного комитета стали называть себя «членами правительства».
В тот же день по приказу Туркестанского комитета и руководства краевого совета члены вновь образованного Временного революционного комитета были арестованы, что вызвало волну возмущения рабочих и солдат Ташкентского гарнизона. На следующий день арестованные были освобождены и власть в Туркестанском крае фактически перешла в руки Исполкома Ташкентского совета и Временного революционного комитета.
В ответ на это В. П. Наливкин объявил себя временным главнокомандующим войсками Туркестанского Военного Округа и обратился с просьбой о вооруженной помощи в Петроград во ВЦИК Съезда Советов и лично к А. Ф. Керенскому.

Ташкент 1917 год. Подписание документа о передаче власти от свергнутого Временного правительства Краевому Совету Рабочих и Солдатских Депутатов

Поскольку часть властных рычагов оставалась в руках Туркестанского комитета, в том числе контроль над почтой и телеграфом, 17 сентября 1917 года В. Наливкин ультимативно предложил Ташкентскому Совету признать власть Туркестанского комитета временного правительства и 18 сентября, выступая на заседании Совета, он настаивал на безоговорочной поддержке Временного правительства, отказываясь от компромиссов. Однако под давлением представителей предприятий и гарнизона города, явившихся на заседание Совета с целью его поддержки, Наливкин вынужден был пойти на уступки и подписал соглашение с Советом.
19 сентября 1917 года стало известно об отправке в Ташкент войск под командованием генерала П. А. Коровиченко. 24 сентября в Ташкент прибыл первый эшелон. Коровиченко был объявлен генеральным комиссаром Временного правительства по управлению Туркестанским краем и назначен командующим войсками Туркестанского Военного Округа. В. П. Наливкин ушел в отставку с поста руководителя Туркестанского края.

## Октябрьская революция 1917 года
После вооруженного захвата власти в Ташкенте коалицией левых эсеров и большевиков 1 ноября 1917 года, и перехода власти к Советам В. П. Наливкин перешёл на нелегальное положение.
20 января 1918 года Владимир Наливкин покончил жизнь самоубийством

## Труды
- Наливкин В. П. Краткая история Кокандского ханства (Казань, 1886: пер. на франц. яз., Париж, 1899).
- Наливкин В. П. Туземный пролетариат // «Туркестанские Ведомости», 1917, № 40, 41, 44, 50, 55, 62, 72.

Новейшие переиздания
- Наливкин В. П. Туземцы раньше и теперь: Этнографические очерки о тюрко-монгольском населении Туркестанского края. — Изд. 2-е. — М.: URSS, 2012. — 148 с. — (Академия фундаментальных исследований: этнология). — ISBN 978-5-397-02726-7. (в пер.)